# 顾顺章
顾顺章（1904年—1935年6月），本名顾凤鸣，江苏省寶山縣吳淞人（今属上海市寶山區），中華民國政治人物。
顾顺章是中国共产党早期领导人之一，地下情报人员，中共秘密特务组织中国共产党中央特别行动科的负责人，1931年被捕后投向國民政府，供出了中共的大量机密，其家人9口被中共暗殺。在投向國民政府后，利用其在苏联所学习的特务学知识，于1933年在南京编写了《特務工作之理論與實際》一书，作为训练教材以训练特务，后被收录在台灣國家圖書館館藏中。
1935年，顾顺章因涉及中央調查統計局與軍事委員會調查統計局矛盾、組建“新共產黨”觸犯蔣中正忌諱而被中國國民黨处死。

## 生平

### 早年生涯
早年在南洋兄弟烟草公司做钳工，曾加入过青幫，后升为烟草公司工头。1925年五卅运动中，顾顺章表现积极，组织了烟草公司的工人运动，之后进入上海市总工会工作并加入中国共产党。
1926年，顧順章和陈赓等人被中共派往苏联学习间谍技术。回国不久，顾即参加上海工人三次武装起义，任工人稽查队队长。

### 特务工作
1927年，蒋介石和汪精卫相继发动四一二事变和七一五事变的清党，中共转入地下活动。8月7日，在八七会议上，顾顺章被选为临时中央政治局委员兼任中央交通局局长，负责中共中央特科的组织和领导工作。1928年6月在中共六大上当选为中央委员。此后长期在上海与周恩来负责中共地下活动。
顾为人狡猾多智、沉默寡言、精干勇敢，他亲自负责领导特科的武装组织红队，杀死过许多叛离中共的人员，声名远扬。他的公开身份是著名魔术师化广奇。但是由于其性格散漫，帮会气息浓厚，周恩来和陈赓等人对其颇不放心，准备将其调离特科领导岗位，以康生代之。

### 转投国民党与死亡
1931年3月，顾顺章被派护送张国焘和陈昌浩前往鄂豫皖苏区，完成任务后，顾回到武汉登台表演魔术，4月24日被从上海过来的中共叛变人员尤崇新认出，遭当地情报负责人蔡孟坚逮捕。顾旋即投降，但是要求面见蒋介石方能供认其掌握的机密。蔡孟堅随即向其上司徐恩曾密电此事，不料徐的机要秘书钱壮飞是中共地下党员，抢先通知了特科，导致顾顺章掌握的情报价值大减；但即使如此，也仅仅是“避免了毁灭性的打击”而已，由于顾顺章所处的极高地位，以及其家属很多都参与了共产党的地下工作，致使当时上海等地的地下党机构几乎完全被摧毁，多人被捕杀。周恩来亲自指挥对顾顺章的惩处，顾虽逃过红队的报复，但其家人及当时在其家的人员共19人都被红队杀死，只有三岁的女儿及两岁的侄子被寄养别处（红队负责人王竹友說是因為他不忍心下手:159，中共官方說法是按周恩来指示）。1931年11月29日，顾顺章在《申报》刊登“悬赏缉拿杀人凶手周恩来等紧要启事”，发誓报仇。

此外，顾還到南京中央军人监狱指认了恽代英，并带领政府人员抓获了向忠发、蔡和森等人，并导致恽代英、蔡和森两人被杀。在上海的中共领导机关无法立足，周恩来暂时秘密躲避在无人知道的四川北路永安里44号伯父家中，随后避往江西苏区，王明暂时躲避在美国安息日会开办的虹桥疗养院，随后避往莫斯科。随后，康生也前往莫斯科，博古、张闻天、陈云前往中央苏区。陈赓前往鄂豫皖苏区，董健吾牧师也隐蔽起来。中共三位书记李竹声（1903－1973）、盛忠亮、黄文杰均在1934年先后被捕。由于顾的叛变对中国共产党造成了严重损失。

1931年12月1日，中华苏维埃共和国临时中央政府主席毛泽东亲自签发通缉令，指出“缉拿和扑灭顾顺章叛徒，是每一个革命战士和工农群众自觉的光荣责任”。其后，顾受徐恩曾指令在南京开设了间谍技术训练班，编写教科书《特务工作之理论与实际》，其熟练的技术深受好评。1933年，戴笠将其借调去负责军统的筹备训练工作。

1934年，顾顺章失踪，随后确认被杀。关于顾顺章为何被杀，众说纷纭，有说法指其私下抱怨国民党比共产党还坏，欲成立“新共产党”，被手下告密，顾欲利用戴笠抗衡徐恩曾，结果再次被告密；而徐恩曾在《我和共产党战争的回忆》一书中写到，顾顺章“因和敌人重新勾结而被处刑”，即因与中共联络被杀。顾的死亡日期也說法不一，有說1935年，也有說1934年或1936年:253-254。